# سرخرگ گردنی عمقی
سرخرگ گردنی عمقی (به انگلیسی: Deep cervical artery) (به لاتین: Arteria cervicalis profunda) یک سرخرگ در گردن است.
سرخرگ گردنی عمقی در اغلب موارد از تنه سرخرگی دنده‌ای-گردنی منشا می‌گیرد و با شاخه پشتی یک سرخرگ میان‌دنده‌ای آئورتی، آنالوگ (دارای ساختار یا عملکرد مشابه و قابل مقایسه اما متمایز) است. به ندرت یک شاخه جداگانه از سرخرگ زیرترقوه‌ای است.
ضمن گذر به سوی عقب، در بالای هشتمین عصب گردنی و بین زایده عرضی هفتمین مهره گردنی و گردن نخستین دنده، از پشت گردن بالا می‌رود؛ در حالی که بین ماهیچه‌های نیم‌خاری گردنی و سری و هم‌ارتفاع با مهره آسه، این ساختارها و ماهیچه های مجاورشان را تغذیه می‌کند. همچنین، با انشعاب عمقی شاخه پایین‌رونده سرخرگ پس‌سری و شاخه‌های سرخرگ مهره‌ای، بازپیوندی (آناستوموز) می‌کند.
این سرخرگ یک شاخه کوچک خاری از خود بیرون می‌دهد که از راه سوراخ بین مهره‌ای مابین هفتمین مهره گردنی و نخستین مهره سینه‌ای وارد کانال مهره‌ای می‌شود.